# Adoxotoma hannae
Adoxotoma hannae är en spindelart som beskrevs av Zabka 2001. Adoxotoma hannae ingår i släktet Adoxotoma och familjen hoppspindlar. Inga underarter finns listade i Catalogue of Life.